# Hypenagonia normata
Hypenagonia normata là một loài bướm đêm trong họ Erebidae.